# Hermann Kepplinger

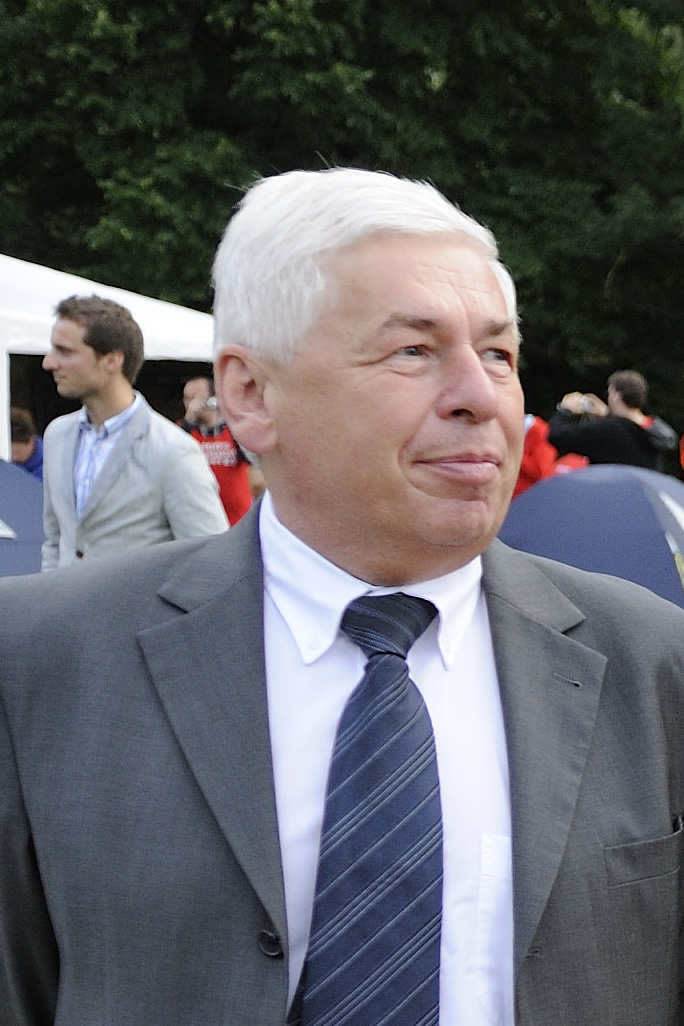
Hermann Kepplinger (2011)

Hermann Kepplinger (* 26. Oktober 1951 in Auberg; † 13. November 2023) war ein österreichischer sozialdemokratischer Politiker. Von Oktober 2003 bis Mai 2012 war er oberösterreichischer Landesrat und von April 1995 bis Oktober 2003 sowie von September 2012 bis Oktober 2013 Finanzdirektor der Stadt Linz.

## Leben und Wirken
Nach dem Besuch der Volksschule in Haslach an der Mühl und des Gymnasiums Collegium Aloisianum in Linz studierte Kepplinger Volkswirtschaft an der Linzer Johannes Kepler Universität, anschließend absolvierte er ein Doktoratsstudium an der Linzer Universität und der Universität Wien. Seine Promotion zum Doktor der Sozial- und Wirtschaftswissenschaften erfolgte 1992.
Nach seinem Studium war Kepplinger zuerst Angestellter am Ludwig-Boltzmann-Institut für Wachstumsforschung in Wien, bevor er nach drei Jahren als Leitender Angestellter zur Arbeiterkammer wechselte, wo er sieben Jahre lang tätig war.
Anschließend leitete er beim Magistrat Linz als sogenannter Quereinsteiger vier Jahre lang das Amt für Wirtschaft und Betriebsansiedlung und war vier Jahre lang Vorsitzender der Geschäftsführung der gemeinwirtschaftlichen Unternehmensgruppe BFI (OÖ/BBRZ) Linz. Von April 1995 bis Oktober 2003 war er schließlich Finanzdirektor der Geschäftsgruppe Finanzverwaltung des Magistrates Linz.
Von 23. Oktober 2003 bis Mai 2012 war Kepplinger oberösterreichischer Landesrat, wobei seine Ressorts zunächst die Sparkassen und Wohnbauförderung betrafen. Von Oktober 2009 bis Mai 2012 war er für Verkehr, Tierschutz und Verwaltungspolizei zuständig.
Von August 2012 bis November 2013 war Kepplinger wieder Finanzdirektor der Stadt Linz.
Hermann Kepplinger war verheiratet und Vater von zwei Kindern.
in der Nacht zum 14. November 2023 starb Kepplinger im Alter von 72 Jahren.